# Wilhelm Bertuleit
Wilhelm "Willi" Bertuleit (* 29. Mai 1900 in Rund-Görge bei Memel; † 22. Juli 1941 bei Sobjerjesje) war ein deutscher Politiker (NSDAP) und Bankdirektor.

## Leben und Wirken
Bertuleit war Direktor einer Filiale der Deutschen Bank im von Litauen besetzten Memelland. Er trat zum 1. Mai 1933 der NSDAP bei (Mitgliedsnummer 2.062.358). Aufgrund seiner politischen Betätigung wurde Bertuleit zu einer zwölfjährigen Zuchthausstrafe verurteilt. Am 16. Februar 1938 wurde er vorzeitig aus litauischer Haft entlassen.
Am 25. April 1939, kurz nach der deutschen Besetzung des Memellandes, trat Bertuleit als Abgeordneter für dieses Gebiet in den nationalsozialistischen Reichstag ein, dem er bis zu seinem Tod am 22. Juli 1941 angehörte. Daneben wurde er vom Memelgouverneur Viktor Gailius mit der Bildung eines Memeldirektoriums beauftragt, zu dessen Präsident er schließlich ernannt wurde. Bertuleit war Mitglied der SA und erhielt 1939 den Rang eines SA-Sturmbannführers.
Bertuleit starb 1941 als Angehöriger der Wehrmacht während des Krieges gegen die Sowjetunion.